# シセロ (イリノイ州)
シセロ（Cicero）は、アメリカ合衆国イリノイ州のクック郡にある町。人口は8万5268人（2020年）。シカゴの西に隣接する古くからの工業都市である。名称は古代ローマのマルクス・トゥッリウス・キケロに由来している。
シカゴ市長ウィリアム・E・ディヴァーの政権時代（1923年-1927年）に当局の検閲から逃れるため、ギャングが活動拠点を置いたことで知られる。

## 歴史
1840年代に開通したイリノイ・ミシガン運河とシカゴ・バーリントン・アンド・クインシー鉄道によってシセロはシカゴ郊外の工業地域として発展した。初期の住民はポーランドやチェコなどの東ヨーロッパ系が多かった。水運と鉄道は競合していたが、次第に鉄道が優勢になった。
1868年に法人化した時の面積は現在の6倍だった。オークパークやバーウィンなどが分離独立した結果、面積は
15平方キロメートルほどになった。
1920年代は水運を利用した密輸品の輸送拠点となった。ギャングのボスアル・カポネが暗躍した時代である。カポネは町役場をも支配下に置いていた。彼の組織は「シカゴ・アウトフィット」として存続している。
第二次世界大戦後はメキシコ人を始めとするヒスパニックの流入があり、ラテン文化の色濃い街に様変わりした。

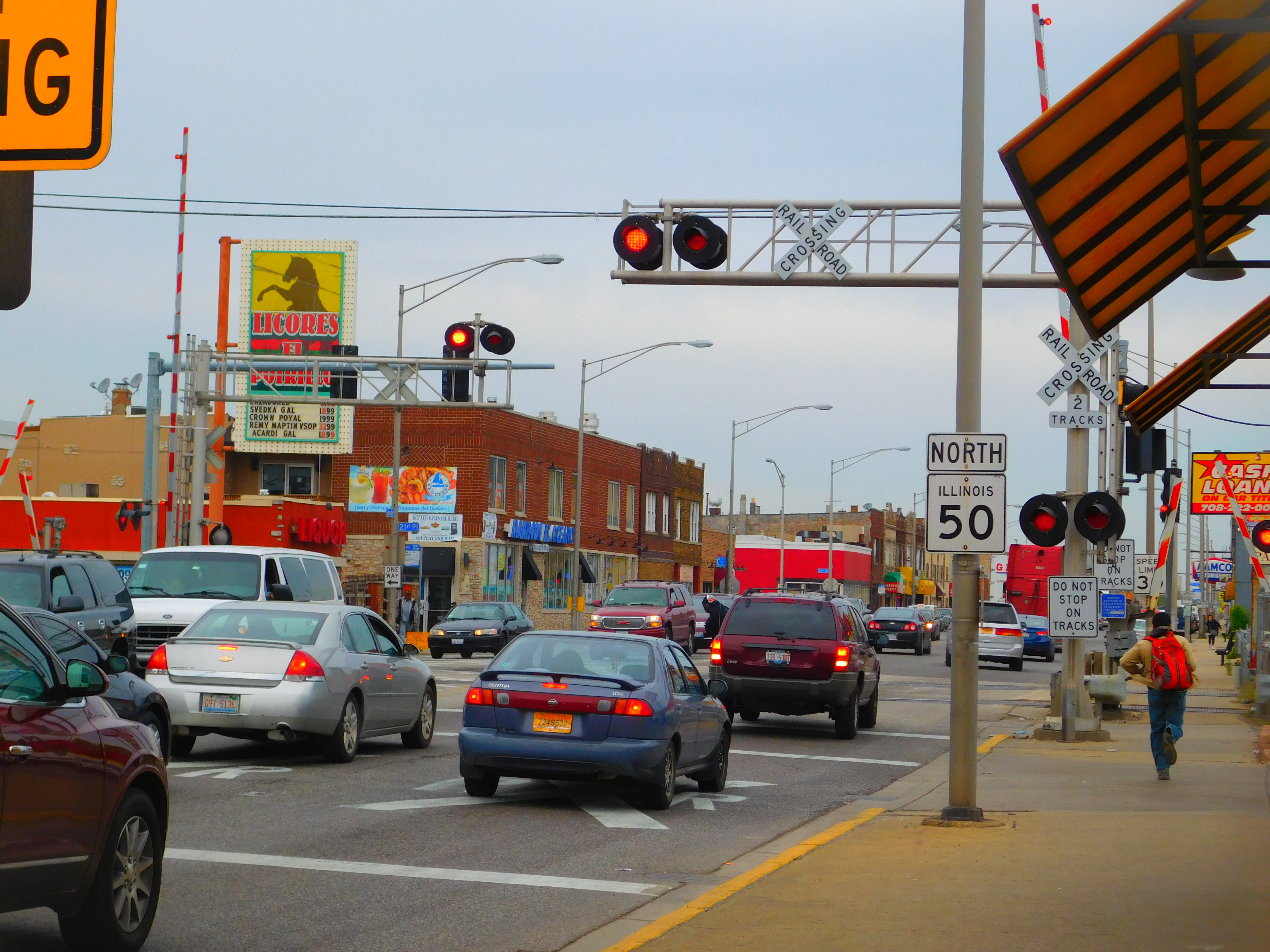
ピンクライン・シセロ駅前の風景

## 人口動勢
2020年アメリカ合衆国国勢調査によると町の人口の約88パーセントはヒスパニックである。
以下は2010年国勢調査における人口統計データである。ただし、収入と家計は2011年米国コミュニティ調査による。

### 基礎データ
- 人口: 8万3891人
- 世帯数: 2万2101世帯
- 家族数: 1万7752家族
- 人口密度: 5527.4人/km²（1万4315.9人/mi²）
- 住居数: 2万4329軒
- 住居密度: 1600.6軒/km²（4151.7軒/mi²）

### 収入と家計
- 収入の中央値
  - 世帯: 3万9557米ドル
  - 家族: 4万2235米ドル
  - 性別
    - 男性: 3万1603米ドル
    - 女性: 3万1117米ドル
- 人口1人当たりの収入: 1万4339米ドル
- 貧困線以下
  - 対人口: 18.3%
  - 対家族数: 15.6%
  - 18歳未満: 22.9%
  - 65歳以上: 16.2%

### 年齢別人口構成
- 18歳未満: 33.8%
- 18-24歳: 11.6%
- 25-44歳: 30.9%
- 45-64歳: 17.7%
- 65歳以上: 5.9%
- 年齢の中央値: 27.8歳
- 性比（女性100人に対する男性の人口）
  - 総人口: 103.7
  - 18歳以上: 103.9

### 人種別人口構成
- 白人: 51.9%
- アフリカ系アメリカ人: 3.8%
- ネイティブ・アメリカン: 0.8%
- アジア人: 0.6%
- 太平洋諸島系: 0.1%
- その他の人種: 39.3%
- 混血: 3.5%
- ヒスパニック・ラテン系: 89.6%

## 交通
「シカゴ交通局」ピンクラインのシセロ駅と「メトラ」のシセロ駅がある。両駅は1キロメートル程離れている。